# Wildhauspass
Wildhauspass är ett bergspass i Schweiz.   Det ligger i distriktet Wahlkreis Toggenburg och kantonen Sankt Gallen, i den östra delen av landet, 150 km öster om huvudstaden Bern. Wildhaus Pass ligger 1 090 meter över havet.
Terrängen runt Wildhauspass är bergig åt sydost, men åt nordväst är den kuperad. Närmaste större samhälle är Grabs, 6,9 km öster om Wildhauspass. 
I omgivningarna runt Wildhauspass växer i huvudsak blandskog. Runt Wildhauspass är det tätbefolkat, med 257 invånare per kvadratkilometer.